# 中国机车车辆工业企业列表
中国大陆地区的主要机车车辆制造商，部分机车车辆装备生产商，以及少数关于机车车辆技术的研究机构。

## 整车制造企业

### 中国中车集团公司
- 中国中车股份有限公司

#### 原中国北车集团
- 大连机车车辆有限公司，原大连机车车辆厂。
- 大同电力机车有限责任公司，原大同机车厂。
- 北京二七轨道交通装备有限责任公司，原北京二七机车厂。
- 长春轨道客车股份有限公司，原长春客车厂。
- 唐山轨道客车有限责任公司，原唐山机车车辆厂。
- 齐齐哈尔轨道交通装备有限责任公司，原齐齐哈尔车辆厂。
- 西安轨道交通装备有限责任公司，原西安车辆厂。
- 济南轨道交通装备有限责任公司，原济南机车车辆厂。
- 太原轨道交通装备有限责任公司，原太原机车车辆厂。
- 沈阳机车车辆有限责任公司，原沈阳机车车辆厂。

#### 原中国南车集团
- 南车长江车辆有限公司
- 南车株洲电力机车有限公司，原株洲电力机车厂。
- 南车资阳机车有限公司，原资阳内燃机车厂。
- 南车戚墅堰机车有限公司，原戚墅堰机车车辆厂。
- 南车青岛四方机车车辆股份有限公司，原四方机车车辆厂。
- 南车南京浦镇车辆有限公司，原南京浦镇车辆厂。
- 南车眉山车辆有限公司，原眉山车辆厂。
- 南车成都机车车辆有限公司，原成都机车车辆厂。
- 南车二七车辆有限公司，原北京二七车辆厂。

### 中外合资企业
- 青岛四方庞巴迪铁路运输设备有限公司，简称BST，由四方机车车辆厂与庞巴迪公司出资组建，现由南车四方车辆有限公司和庞巴迪控股（毛里求斯）有限公司各持50%股份。（页面存档备份，存于）

## 装备生产企业
- 永济新时速电机电器有限责任公司，隶属于中国北车集团，原永济电机厂。
- 南车株洲电机有限公司，隶属于中国南车集团。
- 株洲南车时代电气股份有限公司。

## 科研企业
- 青岛四方车辆研究所有限公司，隶属于中国北车集团，原四方车辆研究所。
- 大连机车研究所有限公司，隶属于中国北车集团，原大连机车研究所。
- 南车株洲电力机车研究所有限公司，隶属于中国南车集团，原株洲电力机车研究所。
- 南车戚墅堰机车车辆工艺研究所有限公司，隶属于中国南车集团，原戚墅堰机车车辆工艺研究所。